# Poecilasthena plurilineata
Poecilasthena plurilineata là một loài bướm đêm trong họ Geometridae.